# Капеллен (станция)
Капеллен (люкс. Gare Capellen, фр. Gare de Capellen, нем. Bahnhof Capellen) — железнодорожная станция в коммуне Мамер на юго-западе от Люксембурга. Расположена на юге Капеллена, недалеко от территории NSPA, по автомобильной дороге из Капеллена в Хольцем. Введена в эксплуатацию в 1859 г.

## Пассажирские перевозки
На станции находится здание для пассажиров. Переход с одной платформы на другую осуществляется через переезд. На станции действует автоматизированная система продажи билетов.
Капеллен обслуживается региональными поездами Regionalbunn (RB) на линии 50 Люксембург — Клайнбеттинген — Арлон.
На станции расположен велосипедный парк (44 места) и автостоянка (7 мест).